# Survivor (singel Parga)
Survivor – singel ormiańskiego piosenkarza Parga, wydany 9 lutego 2025 roku. Kompozycja reprezentowała Armenię w 69. Konkursie Piosenki Eurowizji (2025).

## Konkurs Piosenki Eurowizji
9 lutego 2025 utwór znalazł się na liście ormiańskich preselekcji Depi Jewratesil 2025. 16 lutego zwyciężyła finał eliminacji uzyskując łącznie 214 punktów w głosowaniu jury krajowego i międzynarodowego a także głosowaniu telewidzów, uzyskując tym samym prawo do reprezentowania Armenii w konkursie. Piosenka została zaprezentowana w drugim półfinale 15 maja i awansowała do finału.

## Notowania
| Kraj            | Lista (2025)      | Najwyższa pozycja |
| --------------- | ----------------- | ----------------- |
| Litwa           | Singlų Top 100    | 60                |
| Wielka Brytania | UK Download Chart | 64                |
| Wielka Brytania | UK Singles Sales  | 67                |